# Gåsborns distrikt
Gåsborns distrikt är ett distrikt i Filipstads kommun och Värmlands län. Distriktet ligger omkring Gåsborn i östra Värmland och gränsar till Dalarna och Västmanland.

## Tidigare administrativ tillhörighet
Distriktet inrättades 2016 och utgörs av Gåsborns socken i Filipstads kommun.
Området motsvarar den omfattning Gåsborns församling hade vid årsskiftet 1999/2000.

## Tätorter och småorter
I Gåsborns distrikt finns inga tätorter eller småorter.